# Система автоматизированного проектирования
Система автоматизированного проектирования, САПР или система автоматизации проектных работ (англ. Computer-aided design, CAD) — автоматизированная система, реализующая информационную технологию выполнения функций проектирования, представляет собой организационно-техническую систему, предназначенную для автоматизации процесса проектирования, состоящую из персонала и комплекса технических, программных и других средств автоматизации его деятельности. Также для обозначения подобных систем широко используется аббревиатура САПР.
Создавалась после окончания Второй мировой войны научно-исследовательскими организациями ВПК США для применения в аппаратно-программном комплексе управления силами и средствами континентальной противовоздушной обороны, — первая такая система была создана американцами в 1947 г. Первая советская система автоматизированного проектирования была разработана в конце 1980-х гг. рабочей группой Челябинского политехнического института, под руководством профессора Кошина А. А.
В 1972 году советский авиаконструктор Павел Осипович Сухой обратился в ВЦ АН СССР с просьбой о содействии в автоматизации процесса проектирования своих изделий. В ответ на его обращение была создана группа исследователей и программистов, сумевшая за несколько лет разработать и внедрить первую очередь соответствующей САПР. 
Использование САПР в проектировании электронных систем известно как автоматизация электронного проектирования (англ. EDA). В механическом проектировании САПР известен как механическая автоматизация проектирования (англ. MDA) или автоматизированное составление чертежей (англ. CAD-computer aided design), который включает процесс создания технического чертежа с использованием компьютерного программного обеспечения.
Программное обеспечение САПР для механического проектирования использует векторную графику в целях изображения объектов традиционного черчения или может также создавать растровую графику, отображающую общий вид проектируемых объектов. Тем не менее, это включает в себя больше, чем просто шаблонные формы. Как и при ручном создании технических и инженерных чертежей, выходные данные САПР должны передавать информацию, такую как характеристики используемых материалов, процессы, размеры и допуски, в соответствии с соглашениями для конкретных приложений.
CAD может использоваться для проектирования кривых и фигур в двумерном (2D) пространстве; или кривых, поверхностей и твердых тел в трехмерном (3D) пространстве.
САПР является важным звеном в промышленном конструировании, широко используемым во многих отраслях, в том числе в автомобильной, судостроительной и аэрокосмической промышленности, промышленном и архитектурном проектировании, протезировании и многих других. САПР также широко используется в создании компьютерной анимации для спецэффектов в фильмах, рекламных и технических материалах, часто называемых цифровым контентом. Современное повсеместное распространение компьютеров означает, что даже флаконы для духов и диспенсеры для шампуней сегодня разрабатываются с использованием информационных технологий, невиданных инженерами 1960-х годов. САПР стали основной движущей силой исследований в области вычислительной геометрии, компьютерной графики (как аппаратной, так и программной) и дискретной дифференциальной геометрии.

## Расшифровки и толкования аббревиатуры
- Система автоматизированного проектирования. Наиболее популярная расшифровка в современной технической, учебной литературе и государственных стандартах аббревиатура САПР раскрывается именно так.
- Система автоматизации проектных работ. Такая расшифровка точнее соответствует аббревиатуре, однако более тяжеловесна и используется реже.
- Система автоматического проектирования. Это неверное толкование. Понятие «автоматический» подразумевает самостоятельную работу системы без участия человека. В САПР часть функций выполняет человек, а автоматическими являются только отдельные проектные операции и процедуры. Слово «автоматизированный», по сравнению со словом «автоматический», подчёркивает участие человека в процессе.
- Программное средство для автоматизации проектирования. Это излишне узкое толкование. В настоящее время часто понимают САПР лишь как прикладное программное обеспечение для осуществления проектной деятельности. Однако в отечественной литературе и государственных стандартах САПР определяется как более ёмкое понятие, включающее не только программные средства.

### Английский эквивалент
Для перевода САПР на английский язык зачастую используется аббревиатура CAD (англ. computer-aided design), подразумевающая использование компьютерных технологий в проектировании. Однако в ГОСТ 15971-90 это словосочетание приводится как стандартизированный англоязычный эквивалент термина «автоматизированное проектирование». Понятие CAD не является полным эквивалентом САПР как организационно-технической системы. Термин САПР на английский язык может также переводиться как CAD system, automated design system, CAE system.
В ряде зарубежных источников устанавливается определённая соподчиненность понятий CAD, CAE, CAM. Термин CAE определяется как наиболее общее понятие, включающее любое использование компьютерных технологий в инженерной деятельности, включая CAD и CAM.
Для обозначений всего спектра различных технологий автоматизации с помощью компьютера, в том числе средств САПР, используется термин CAx (англ. computer-aided technologies).

#### История CAD
Начиная примерно с середины 1960-х годов, благодаря системе разработки документов IBM (англ. IBM Drafting System), системы автоматизированного проектирования стали предоставлять больше возможностей, чем просто возможность воспроизведения чертежей вручную с помощью электронных чертежей, что стало очевидной экономической выгодой для компаний, переходящих на CAD. Преимущества CAD по сравнению с ручным созданием чертежей — автоматическая генерация спецификаций, автоматическая разметка в интегральных схемах, проверка помех и многое другое — это те возможности, которые сегодня часто принимаются как должное в компьютерных системах. В конечном итоге CAD предоставил разработчику возможность выполнять инженерные расчеты. Во время этого перехода вычисления всё ещё выполнялись либо вручную, либо теми лицами, которые могли запускать компьютерные программы. CAD был революционным изменением в машиностроительной отрасли, где начинали соединяться роли чертёжников, дизайнеров и инженеров. Это не упраздняло подразделения и отделы, а объединяло разные отделы. CAD — это пример того, как компьютерные технологии начали оказывать влияние на промышленность.
Современные пакеты программного обеспечения для автоматизированного проектирования варьируются от 2D-векторных систем черчения до 3D-моделей твердого тела и поверхности. CAD пакеты также часто допускают вращение в трех измерениях, позволяя просматривать проектируемый объект под любым желаемым углом, даже изнутри наружу. Некоторые программы CAD способны к динамическому математическому моделированию. Технология CAD используется при проектировании инструментов и механизмов, а также при проектировании всех типов зданий, от небольших жилых домов до крупнейших коммерческих и промышленных сооружений (больниц и заводов).
CAD в основном используется для детального проектирования 3D-моделей или 2D-чертежей физических компонентов, но он также используется на протяжении всего процесса проектирования — от концептуального проектирования и компоновки изделий до прочного и динамического анализа сборок и определения методов изготовления компонентов. CAD также можно использовать для проектирования таких объектов, как украшения, мебель, бытовая техника и т. д. Кроме того, многие приложения CAD теперь предлагают расширенные возможности рендеринга и анимации, чтобы инженеры могли лучше визуализировать дизайн своих продуктов. 4D BIM — это тип виртуального инженерного моделирования строительства, включающий информацию о времени или расписании для управления проектом. CAD стал особенно важным в области компьютерных технологий с такими преимуществами, как более низкие затраты на разработку продукта и значительно сокращенный цикл проектирования. CAD позволяет дизайнерам планировать и разрабатывать проекты на экране, распечатывать их и сохранять для дальнейшего редактирования, экономя время на своих чертежах.

## Цели создания и задачи
В рамках жизненного цикла промышленных изделий САПР решает задачи автоматизации работ на стадиях проектирования и подготовки производства.
Основная цель создания САПР — повышение эффективности труда инженеров, включая:
- сокращения трудоёмкости проектирования и планирования;
- сокращения сроков проектирования;
- сокращения себестоимости проектирования и изготовления, уменьшение затрат на эксплуатацию;
- повышения качества и технико-экономического уровня результатов проектирования;
- сокращения затрат на натурное моделирование и испытания.

Достижение этих целей обеспечивается путём:
- автоматизации оформления документации;
- информационной поддержки и автоматизации процесса принятия решений;
- использования технологий параллельного проектирования;
- унификации проектных решений и процессов проектирования;
- повторного использования проектных решений, данных и наработок;
- стратегического проектирования;
- замены натурных испытаний и макетирования математическим моделированием;
- повышения качества управления проектированием;
- применения методов вариантного проектирования и оптимизации.

- Визуализация результатов моделирования столкновения, выполненная в NTNU
- Анимированная модель поршневого двигателя в Autodesk Inventor
- 3D-модель болта и чертёж на её основе, разработанные в "Компас"
- Создание 3D-модели в CAD трёхмерного геометрического проектирования
- 3D-модель, созданная и визуализированная в CATIA

## Состав и структура

### По ГОСТ
В соответствии с ГОСТ, в структуре САПР выделяют следующие элементы:
- КСАП САПР — комплекс средств автоматизации проектирования САПР
  - подсистемы САПР, как элемент структуры САПР, возникают при эксплуатации пользователями КСАП подсистем САПР.
  - КСАП-подсистемы САПР — совокупность ПМК, ПТК и отдельных компонентов обеспечения САПР, не вошедших в программные комплексы, объединённая общей для подсистемы функцией.
  - ПТК — программно-технические комплексы
    - компоненты обеспечения ПТК САПР
    - ПМК — программно-методические комплексы
      - компоненты обеспечения ПМК САПР

  - компоненты обеспечения САПР, не вошедшие в ПМК и ПТК

Совокупность КСАП различных подсистем формируют КСАП всей САПР в целом.

#### Подсистемы
По ГОСТ 23501.101-87, составными структурными частями САПР являются подсистемы, обладающие всеми свойствами систем и создаваемые как самостоятельные системы. Каждая подсистема — это выделенная по некоторым признакам часть САПР, обеспечивающая выполнение некоторых функционально-законченных последовательностей проектных задач с получением соответствующих проектных решений и проектных документов. По назначению подсистемы САПР разделяют на два вида: проектирующие и обслуживающие.
- Обслуживающие подсистемы — объектно-независимые подсистемы, реализующие функции, общие для подсистем или САПР в целом: обеспечивают функционирование проектирующих подсистем, оформление, передачу и вывод данных, сопровождение программного обеспечения и т. п., их совокупность называют системной средой (или оболочкой) САПР.
- Проектирующие подсистемы — объектно-ориентированные подсистемы, реализующие определённый этап проектирования или группу связанных проектных задач. В зависимости от отношения к объекту проектирования, делятся на:
  - Объектные — выполняющие проектные процедуры и операции, непосредственно связанные с конкретным типом объектов проектирования.
  - Инвариантные — выполняющие унифицированные проектные процедуры и операции, имеющие смысл для многих типов объектов проектирования.

Примерами проектирующих подсистем могут служить подсистемы геометрического трехмерного моделирования механических объектов, схемотехнического анализа, трассировки соединений в печатных платах.
Типичными обслуживающими подсистемами являются:
- подсистемы управления проектными данными
- обучающие подсистемы для освоения пользователями технологий, реализованных в САПР
- подсистемы графического ввода-вывода
- система управления базами данных (СУБД).

#### Компоненты и обеспечение
Каждая подсистема, в свою очередь, состоит из компонентов, обеспечивающих функционирование подсистемы.
Компонент выполняет определённую функцию в подсистеме и представляет собой наименьший (неделимый) самостоятельно разрабатываемый или покупной элемент САПР (программа, файл модели транзистора, графический дисплей, инструкция и т. п.).
Совокупность однотипных компонентов образует средство обеспечения САПР. Выделяют следующие виды обеспечения САПР:
- Техническое обеспечение (ТО) — совокупность связанных и взаимодействующих технических средств (ЭВМ, периферийные устройства, сетевое оборудование, линии связи, измерительные средства).
- Математическое обеспечение (МО), объединяющее математические методы, модели и алгоритмы, используемые для решения задач автоматизированного проектирования. По назначению и способам реализации делят на две части:
  - математические методы и построенные на них математические модели;
  - формализованное описание технологии автоматизированного проектирования.
- Программное обеспечение (ПО). Подразделяется на общесистемное и прикладное:
  - прикладное ПО реализует математическое обеспечение для непосредственного выполнения проектных процедур. Включает пакеты прикладных программ, предназначенные для обслуживания определённых этапов проектирования или решения групп однотипных задач внутри различных этапов (модуль проектирования трубопроводов, пакет схемотехнического моделирования, геометрический решатель САПР).
  - общесистемное ПО предназначено для управления компонентами технического обеспечения и обеспечения функционирования прикладных программ. Примером компонента общесистемного ПО является операционная система.
- Информационное обеспечение (ИО) — совокупность сведений, необходимых для выполнения проектирования. Состоит из описания стандартных проектных процедур, типовых проектных решений, комплектующих изделий и их моделей, правил и норм проектирования. Основная часть ИО САПР — базы данных.
- Лингвистическое обеспечение (ЛО) — совокупность языков, используемых в САПР для представления информации о проектируемых объектах, процессе и средствах проектирования, а также для осуществления диалога «проектировщик — ЭВМ» и обмена данными между техническими средствами САПР. Включает термины, определения, правила формализации естественного языка, методы сжатия и развертывания.
  - В лингвистическом обеспечении выделяют класс различного типа языков проектирования и моделирования (VHDL, VERILOG, UML, GPSS).
- Методическое обеспечение (МетО) — описание технологии функционирования САПР, методов выбора и применения пользователями технологических приемов для получения конкретных результатов. Включает в себя теорию процессов, происходящих в проектируемых объектах, методы анализа, синтеза систем и их составных частей, различные методики проектирования. Иногда к МетО относят также МО и ЛО.
- Организационное обеспечение (ОО) — совокупность документов, определяющих состав проектной организации, связь между подразделениями, организационную структуру объекта и системы автоматизации, деятельность в условиях функционирования системы, форму представления результатов проектирования… В ОО входят штатные расписания, должностные инструкции, правила эксплуатации, приказы, положения и т. п.

В САПР как проектируемой системе выделяют также эргономическое и правовое обеспечения.
- Эргономическое обеспечение объединяет взаимосвязанные требования, направленные на согласование психологических, психофизиологических, антропометрических характеристик и возможностей человека с техническими характеристиками средств автоматизации и параметрами рабочей среды на рабочем месте.
- Правовое обеспечение состоит из правовых норм, регламентирующих правоотношения при функционировании САПР, и юридический статус результатов её функционирования.

## Классификация

### По ГОСТ
ГОСТ 23501.108-85 устанавливает следующие признаки классификации САПР:
- тип/разновидность и сложность объекта проектирования
- уровень и комплексность автоматизации проектирования
- характер и количество выпускаемых документов
- количество уровней в структуре технического обеспечения

### Классификация с использованием английских терминов
В области классификации САПР используется ряд устоявшихся англоязычных терминов, применяемых для классификации программных приложений и средств автоматизации САПР по отраслевому и целевому назначению.

#### По отраслевому назначению
- MCAD (англ. mechanical computer-aided design) — автоматизированное проектирование механических устройств. Это машиностроительные САПР, применяются в автомобилестроении, судостроении, авиакосмической промышленности, производстве товаров народного потребления, включают в себя разработку деталей и сборок (механизмов) с использованием параметрического проектирования на основе конструктивных элементов, технологий поверхностного и объемного моделирования (SolidWorks, Autodesk Inventor, КОМПАС, CATIA, T-FLEX CAD);
- EDA (англ. electronic design automation) или ECAD (англ. electronic computer-aided design) — САПР электронных устройств, радиоэлектронных средств, интегральных схем, печатных плат и т. п., (Altium Designer, OrCAD);
- AEC CAD (англ. architecture, engineering and construction computer-aided design) или CAAD (англ. computer-aided architectural design) — САПР в области архитектуры и строительства. Используются для проектирования зданий, промышленных объектов, дорог, мостов и проч. (Autodesk Architectural Desktop, AutoCAD Revit Architecture Suite, Bentley MicroStation, Bentley AECOsim Building Designer, Piranesi, ArchiCAD, Renga).

#### По целевому назначению
По целевому назначению различают САПР или подсистемы САПР, которые обеспечивают различные аспекты проектирования.
- CAD (англ. computer-aided design/drafting) — средства автоматизированного проектирования, в контексте указанной классификации термин обозначает средства САПР, предназначенные для автоматизации двумерного и/или трехмерного геометрического проектирования, создания конструкторской и/или технологической документации, и САПР общего назначения.
  - CADD (англ. computer-aided design and drafting) — проектирование и создание чертежей.
  - CAGD (англ. computer-aided geometric design) — геометрическое моделирование.
- CAE (англ. computer-aided engineering) — средства автоматизации инженерных расчётов, анализа и симуляции физических процессов, осуществляют динамическое моделирование, проверку и оптимизацию изделий.
  - CAA (англ. computer-aided analysis) — подкласс средств CAE, используемых для компьютерного анализа.
- CAM (англ. computer-aided manufacturing) — средства технологической подготовки производства изделий, обеспечивают автоматизацию программирования и управления оборудования с ЧПУ или ГАПС (Гибких автоматизированных производственных систем). Русским аналогом термина является АСТПП — автоматизированная система технологической подготовки производства.
- CAPP (англ. computer-aided process planning) — средства автоматизации планирования технологических процессов, применяемые на стыке систем CAD и CAM.

Многие системы автоматизированного проектирования совмещают в себе решение задач, относящихся к различным аспектам проектирования CAD/CAM, CAD/CAE, CAD/CAE/CAM. Такие системы называют комплексными, или интегрированными.
С помощью CAD-средств создаётся геометрическая модель изделия, которая используется в качестве входных данных в системах CAM и на основе которой в системах CAE формируется требуемая для инженерного анализа модель исследуемого процесса.

## Технология
Первоначально программное обеспечение для систем САПР было разработано с использованием компьютерных языков, таких как Fortran, ALGOL, но с развитием методов объектно-ориентированного программирования это коренным образом изменилось. Типичные современные параметрические системы моделирования и поверхностные системы произвольной формы построены на основе ряда ключевых модулей языка C со своими собственными API. САПР может рассматриваться как построенная на основе взаимодействия графического пользовательского интерфейса (GUI) с данными геометрии NURBS или данных представления границ (B-rep) через ядро геометрического моделирования. Механизм геометрических ограничений может также использоваться для управления ассоциативными отношениями между геометрией, такими как каркасная геометрия в эскизе или компоненты в сборке.
Неожиданные возможности этих ассоциативных отношений привели к новой форме прототипирования, называемой цифровым прототипированием. В отличие от физических прототипов, которые требуют гораздо больше времени изготовления. Тем не менее, модели САПР могут быть сгенерированы компьютером после того, как физический прототип был отсканирован с использованием промышленной компьютер-томографической КТ-машиной. В зависимости от характера задачи, цифровые или физические прототипы могут быть изначально выбраны в соответствии с конкретными потребностями.
Сегодня CAD-системы существуют для всех основных платформ (Windows, Linux, UNIX и Mac OS X); некоторые пакеты поддерживают несколько платформ.
В настоящее время для большинства программ САПР не требуется специального оборудования. Однако некоторые системы САПР могут выполнять графически и вычислительно сложные задачи, поэтому можно рекомендовать современные графические карты, высокоскоростные (и, возможно, несколько) процессоры и большие объёмы оперативной памяти.
Человек-машинный интерфейс обычно управляется с помощью компьютерной мыши, но также с помощью ручки и графического планшета. Манипулирование видом модели на экране также иногда выполняется с использованием Spacemouse / SpaceBall. Некоторые системы также поддерживают стереоскопические очки для просмотра 3D-модели. Технологии, которые в прошлом были ограничены серьёзными требованиями к установке или специализированными приложениями, стали доступны широкой группе пользователей. К ним относятся CAVE или HMD и интерактивные устройства, такие как технология обнаружения движения.

## Программное обеспечение
Программное обеспечение CAD позволяет инженерам и архитекторам проектировать, проверять и управлять инженерными проектами в рамках интегрированного графического интерфейса пользователя (англ. GUI) в системе персонального компьютера. Большинство приложений поддерживают твердотельное моделирование с граничным представлением (B-Rep) и геометрией NURBS и позволяют публиковать его в различных форматах. Ядро геометрического моделирования — это программный компонент, который обеспечивает функции твердого моделирования и моделирования поверхностей для приложений CAD.